# Antiche unità di misura del circondario di Ravenna
Sono qui riportate le conversioni tra le antiche unità di misura in uso nel circondario di Ravenna e il sistema metrico decimale, così come stabilite ufficialmente nel 1877.
Nonostante l'apparente precisione nelle tavole, in molti casi è necessario considerare che i campioni utilizzati (anche per le tavole di epoca napoleonica) erano di fattura approssimativa o discordanti tra loro.

## Misure di lunghezza
| Comuni             | Denominazione      | Valore   | Unità |
| ------------------ | ------------------ | -------- | ----- |
| Ravenna            | Braccio comune     | 0,643138 | m     |
| Ravenna            | Braccio da legname | 0,347563 | m     |
| Ravenna, Alfonsine | Piede agrimensorio | 0,584608 | m     |
| Alfonsine          | Braccio mercantile | 0,637973 | m     |
| Alfonsine          | Piede da legname   | 0,410052 | m     |
| Cervia             | Braccio mercantile | 0,666549 | m     |
| Cervia             | Piede da legname   | 0,346185 | m     |
| Cervia             | Piede agrimensorio | 0,649335 | m     |
| Russi              | Braccio da panno   | 0,638490 | m     |
| Russi              | Braccio da tela    | 0,719743 | m     |
| Russi              | Braccio da legname | 0,485108 | m     |
| Russi              | Piede agrimensorio | 0,579443 | m     |

Il braccio comune e quello da legname di Ravenna, le braccia mercantili di Alfonsine e Cervia, il piede da legname di Cervia, le braccia da panno, da tela e da legname di Russi si dividono in 12 once.
I piedi agrimensorii di Ravenna, di Cervia e di Russi si dividono in 10 once, l'oncia in 10 punti, il punto in 10 atomi.
Dieci piedi fanno una canna.

## Misure di superficie
| Comuni             | Denominazione | Valore  | Unità |
| ------------------ | ------------- | ------- | ----- |
| Ravenna, Alfonsine | Tornatura     | 3417,66 | m²    |
| Cervia             | Tornatura     | 4216,35 | m²    |
| Russi              | Tornatura     | 3357,55 | m²    |

La tornatura si divide in 100 tavole, la tavola in 100 piedi quadrati.

## Misure di volume
| Comuni             | Denominazione | Valore  | Unità |
| ------------------ | ------------- | ------- | ----- |
| Ravenna, Alfonsine | Piede cubo    | 199,799 | L     |
| Cervia             | Piede cubo    | 273,782 | L     |
| Russi              | Piede cubo    | 194,551 | L     |

Il piede cubo è di 1000 once cube.

## Misure di capacità per gli aridi
| Comuni    | Denominazione                           | Valore   | Unità |
| --------- | --------------------------------------- | -------- | ----- |
| Ravenna   | Rubbio (misura antica)                  | 287,5454 | L     |
| Ravenna   | Sacco di tre staia colme (misura nuova) | 180,1700 | L     |
| Ravenna   | Sacco di tre staia rase (misura nuova)  | 171,1710 | L     |
| Alfonsine | Sacco                                   | 170,8016 | L     |
| Cervia    | Rubbio                                  | 286,3752 | L     |
| Russi     | Corba                                   | 72,6335  | L     |

Il rubbio, misura antica di Ravenna, si divide in 5 staia, lo staio in 8 ottave.
Il sacco, misura nuova di Ravenna, si divide in 3 staia, lo staio in 4 quarteruole, la quarteruola in 25 scodelle.
Secondo le tavole edite in Roma nel 1855 per cura del Dicastero del Censo, il sacco colmo di Ravenna sarebbe eguale a litri 174,1353, ed il sacco raso a litri 172,5273. Il municipio di Ravenna però afferma che i sacchi da grano, misura nuova, usati all'epoca dell'introduzione del sistema metrico decimale erano del valore metrico sopra indicato.
Il sacco di Alfonsine si divide in 2 corbe, la corba in 2 staia, lo staio o mezzino in 4 quarte, la quarta in 2 quartaroli, il quartarolo in 8 scodelle.
Il rubbio di Cervia si divide in 4 staia, lo staio in 2 mezze staia, il mezzo staio in 5 bernarde, la bernarda in 12 scodelle.
La corba di Russi si divide in 2 stara o mezzini, lo staro in 4 ottave o quartarole, l'ottava in 2 mezze.
Secondo le tavole edite in Roma nel 1855 per cura del Dicastero del Censo la corba da grano di Russi sarebbe equivalente a litri 69,876; ma il municipio afferma che la corba da grano ultimamente in uso era una misura identica alla soma da vino.

## Misure di capacità per i liquidi
| Comuni    | Denominazione  | Valore   | Unità |
| --------- | -------------- | -------- | ----- |
| Ravenna   | Barile da vino | 54,1400  | L     |
| Ravenna   | Libbra da olio | 0,380020 | L     |
| Alfonsine | Corba da vino  | 70,7589  | L     |
| Alfonsine | Libbra da olio | 0,394230 | L     |
| Cervia    | Soma da vino   | 66,9057  | L     |
| Cervia    | Fiola da olio  | 1,120800 | L     |
| Russi     | Soma da vino   | 72,6335  | L     |
| Russi     | Libbra da olio | 0,399180 | L     |

Il barile da vino di Ravenna si divide in 40 boccali, il boccale in 4 fogliette.
Nelle tavole ufficiali edite in Roma nel 1855, corrispondenti in questa parte alle tavole edite in Milano nel 1803, il Barile da vino di Ravenna figura eguale a Litri 53,7713. Il municipio di Ravenna però afferma che il suo barile da vino, all'epoca della introduzione del sistema metrico decimale, era della capacità di litri 54,14.
La corba da vino di Alfonsine si divide in 50 boccali.
La soma da vino di Cervia si divide in 54 boccali
La soma da vino di Russi si divide in 60 boccali.
Le misure da olio si dividono in metà, terzi e quarti.

## Pesi
| Comuni    | Denominazione | Valore  | Unità |
| --------- | ------------- | ------- | ----- |
| Ravenna   | Libbra        | 347,832 | g     |
| Alfonsine | Libbra        | 360,834 | g     |
| Cervia    | Libbra        | 338,849 | g     |
| Russi     | Libbra        | 365,373 | g     |

La libbra si divide in 12 once, l'oncia in 8 ottave.
In Cervia si usa pure una libbra grossa eguale a 18 once.